# Miracolo eucaristico di Tumaco
Il miracolo eucaristico di Tumaco sarebbe avvenuto nel 1906 nell'omonima località: secondo la tradizione, uno tsunami si sarebbe arrestato davanti a un ostensorio portato in processione da un religioso.

## La storia
Il 31 gennaio 1906 un violento terremoto colpì le zone costiere dell'Ecuador e della Colombia, provocando uno tsunami che causò un migliaio di morti. Nel villaggio colombiano di San Andrés de Tumaco, spesso abbreviato in Tumaco, stava per arrivare l'onda dello tsunami, quando il parroco Gerardo Larrondo, insieme al confratello padre Julián seguito dagli abitanti, si diresse in processione verso la spiaggia recando un ostensorio con il Santissimo Sacramento. L'onda arrivò alla vita del religioso, per poi ritirarsi senza toccare l'ostensorio. La gente di Tumaco ricorda ogni anno l'episodio definito come "miracolo dell'onda".